# Gladys Villegas
Gladys Villegas Morales (Córdoba, Veracruz, 1961) es una artista visual, investigadora y catedrática mexicana especializada en arte y feminismo. Su labor se centra en la difusión de mujeres artistas a través de publicaciones, exposiciones y otros medios a nivel estatal, nacional e internacional.

## Biografía
Estudió la Licenciatura en Artes Plásticas en la Universidad Veracruzana, en donde se integró al Colectivo Feminista de Xalapa, combinando su práctica artística con el activismo. Obtuvo el Doctorado en Bellas Artes por la Universidad Complutense de Madrid  y fue catedrática de la Facultad de Artes Plásticas de la Universidad Veracruzana hasta 2023.
Es pionera en el arte feminista en la ciudad de Xalapa, sentando las bases para que fuera tomado en cuenta desde la academia y se reconociera la importancia de visibilizar a las artistas de todas las áreas, en especial en la historia del arte. Organizó diversas exposiciones en coordinación con el Instituto Veracruzano de la Cultura, la Facultad de Artes Plásticas de la UV y el Colectivo Feminista de Xalapa. En 2004 fue invitada por el IVEC para coordinar una exposición de homenaje a Frida Kahlo.
En el 2006 registró un proyecto relacionado con el análisis y estudio de la imagen femenina realizada por mujeres, y la creación de una genealogía femenina para representar la historia del arte en la Facultad de Artes Plásticas de la UV, bajo el nombre de Arte y perspectiva de género.
Forma parte del proyecto ARCHIVA: obras maestras del arte feminista en México; es integrante del Museo de Mujeres Artistas Mexicanas y del Espacio Virtual de Artistas Veracruzanas.

## Estilo artístico
Su obra se centra en dos ejes temáticos: lo comunitario y el reconocimiento a sus pares, y en visibilizar la violencia sufrida por las mujeres artistas. También aborda el tema de las genealogías femeninas en la historia, en el arte y en la vida personal.
Sus proyectos se desarrollan desde una perspectiva de investigación-creación que se divide en dos vertientes: la académica que es un proyecto formal que comprende desarrollo, objetivos, antecedentes y distintos tipos de análisis; y la artística, en la que participan las artistas interesadas.

## Obras
Entre sus obras se encuentran:
- Retratos posibles (2012)
- Línea Alba (2014)
- Con gafas violetas (2023)

## Publicaciones
Es autora, coordinadora y colaboradora de publicaciones sobre arte feminista y mujeres artistas entre las que se encuentran:
- Mujeres y surrealismo en el libro Creación artística y mujeres (España, 2000).
- Arte feminista en México del libro Género, Arte e Memoria: Ensaios Interdisciplinares (Brasil, 2009).
- La imagen femenina en artistas mexicanas contemporáneas (2006).
- Semblanza de una genealogía. Artistas plásticas en el periodo posrevolucionario (2010).
- Otras mujeres. Otras pintoras, Estrategias de recuperación (2010).
- Entre la mirada y el ser. La imagen femenina en artistas veracruzanas (2011), ganador de la beca del Fondo Nacional para la Cultura y las Artes a través del IVEC
- Creadoras de mundos propios. Autorrepresentación en femenino (2013).
- Aportes a los estudios de género (2014).

## Premios y reconocimientos
Ha obtenido los siguienres premios y reconocimientos:
- Primer lugar en la categoría Arte Digital en el Concurso XI Women Painter (2013). Centar Za Kulturu Majdanpek. Serbia. Abril 2013.
- Seleccionada en la categoría Arte Digital en la V Exhibición de Arte en Miniatura (2014). Centar Za Kulturu Majdanpek. Serbia. Julio 2014.
- Premio al Decano, otorgado por la Universidad Veracruzana. 2016.